# Light (ゲームブランド)
light（ライト）は、株式会社グリーンウッドが運営する成人向けインディーズゲームブランドである。また全年齢対象のコンシューマーブランドとしての「light」もある。
またサブブランドに「sweetlight」がある。「Rateblack」ブランドもかつて存在した。また低価格ブランドである「Campus」はAKABEiSOFT2に引き継がれた。

## 概要
『セーラームーン』に心酔しアニメ業界で活動していた服部道知を中心に設立された。
アドベンチャーゲーム製作環境「Malie」をフリーウェアとして公開しているほか、2012年にアクティベーション廃止を発表した。
またブランド独自のインターネットラジオ番組「Lightstation Happy light Cafe」を配信していたが、2015年10月をもってニコニコ動画のニコニコ生放送「Happy light Cafe Channel」に移行された。パーソナリティは、ayumi.と民安ともえ。
2015年、設立15周年を迎えたlightは、3月14日に15周年記念ライブ『Happy light Live ～THE GREAT 15th～』を開催。また、Dies iraeのアニメ化に向けてのクラウドファンディングの実施。そして、新たにエロを中心とした低価格ソフトブランドである「Campus」（キャンパス）を立ち上げた。「Campus」の設立者である工藤啓介は当時新人だったため、経験を積ませて知名度を上げるために短期間で低価格作品を発表するという戦略がとられた。

## 解散
2016年より、『Dies irae』のスマートフォン向けアプリ化プロジェクト『Dies irae PANTHEON』が進められていたが、二度にわたり組んでいた開発会社を失い、資金繰りが悪化した。2019年3月31日、株式会社グリーンウッドは解散を宣言。lightの主要メンバーは有限会社アレスに移籍した。
Campusブランドは、AKABEiSOFT2に継続しての販売が決まった。4月26日発売タイトル「恋音セ・ピアーチェ」もCampusブランドのまま発売された。
既存製品のサポートやホームページもAKABEiSOFT2に引き継がれている。
lightブランドは有限会社アレス（ういんどみる）、株式会社ネクストン(ネクストン)と提携し、『シルヴァリオ』シリーズ完結編『シルヴァリオ ラグナロク』を2020年4月24日に発売した。。また、『Dies irae PANTHEON』に収録予定だったシナリオは、『黒白のアヴェスター』という題名でEntyにて公開されている。
2021年10月1日、事業継続のお知らせが掲載された。前述の通り、lightの主要メンバーは有限会社アレスに移籍したままとなっており、今後の予定は未定。また、2022年1月に有限会社アレスがlightブランドで発売した「マガツバライ」「マガツバライ X-rated（18禁版）」以降、新作がリリースされていない。

## 作品一覧

### light
- 2000年1月28日 - White Angel
- 2000年5月26日 - White Angelファンディスク・天使のこばこ
- 2000年6月23日 - Bluelight Magic
- 2000年11月17日 - カスタムSEXDOLL
- 2001年10月12日 - Lagnalock -ラグナロク-
- 2002年2月1日 - 僕と、僕らの夏
- 2002年7月26日 - Sultan 〜The Lovesong is Forever〜
- 2003年2月14日 - ドキドキしすたぁパラダイス
- 2003年8月29日 - Magistr Temple
- 2003年11月14日 - 紅
- 2004年1月16日 - PARADISE LOST
- 2004年5月14日 - ウェイトレスパラダイス -Stay with me-
- 2004年7月9日 - Dear My Friend
- 2004年12月24日 - ぬいぐるまー
- 2005年2月25日 - ドキドキしすたぁパラダイス2
- 2005年9月30日 - 群青の空を越えて
- 2006年1月27日 - Imitation Lover
- 2006年8月4日 - ルナそら
- 2007年1月18日 - 潮風の消える海に
- 2007年4月27日 - R.U.R.U.R 〜ル・ル・ル・ル〜 このこのために、せめてきれいな星空を
- 2007年8月13日 - しょぱん!
- 2007年12月21日 - Dies irae -Also sprach Zarathustra-
- 2008年4月4日 - lightBOX2008[注 1]
- 2008年5月30日 - さかしき人にみるこころ
- 2008年7月25日 - あるすまぐな! -ARS:MAGNA-
- 2009年2月27日 - タペストリー -you will meet yourself-
- 2009年5月29日 - どんちゃんがきゅ〜
- 2009年7月24日 - Dies irae Also sprach Zarathustra -die Wiederkunft-
- 2009年12月25日 - Dies irae 〜Acta est Fabula〜
- 2010年6月25日 - Soranica Ele
- 2010年8月27日 - まじのコンプレックス
- 2010年8月27日 - 神様のりんご[注 2]
- 2010年9月22日 - R.U.R.U.R -petit prince-　※PSP
- 2010年11月26日 - lightBOX2010[注 3]
- 2011年1月28日 - PARADISE LOST新装版
- 2011年5月27日 - Vermilion -Bind of Blood-
- 2011年9月30日 - 神咒神威神楽
- 2012年2月24日 - かみのゆ
- 2012年6月28日 - Dies irae 〜Amantes amentes〜（PSP版）
- 2012年8月31日 - Dies irae 〜Amantes amentes〜（PC版）
- 2012年9月28日 - Zero Infinity -Devil of Maxwell-
- 2013年4月25日 - 神咒神威神楽 曙之光（PS Vita版）
- 2013年6月28日 - 神咒神威神楽 曙之光（PC版）
- 2013年11月29日 - Electro Arms
- 2014年2月28日 - 相州戦神館學園 八命陣
- 2014年7月24日 - 相州戦神館學園 八命陣 天之刻（PS Vita版）
- 2014年9月26日 - 相州戦神館學園 八命陣 天之刻（PC版）
- 2014年11月28日 - lightBOX The Great 15th[注 4]
- 2015年2月27日 - シルヴァリオ ヴェンデッタ
- 2015年4月24日 - 相州戦神館學園 万仙陣
- 2017年1月27日 - シルヴァリオ トリニティ
- 2018年1月26日 - 虚空のバロック
- 2020年4月24日 - シルヴァリオ ラグナロク
- 2022年1月27日 - マガツバライ（Nintendo Switch）
- 2022年7月29日 - マガツバライ X-rated

### sweetlight
- 2013年1月25日 - しろのぴかぴかお星さま
- 2013年6月28日 - BRAVA!!
- 2014年8月29日 - ひまわり!! -あなただけを見つめてる-

### Rateblack
- 2001年2月9日 - Choir
- 2001年12月28日 - Sacrifice 〜制服狩り〜
- 2003年6月13日 - Angel Crown
- 2003年10月10日 - 華夏楼
- 2005年8月26日 - 松島枇杷子は改造人間である。

### Campus
- 2015年11月27日 - ハルウソ -Passing Memories-
- 2015年12月25日 - 天文時計のアリア
- 2016年4月22日 - ナツウソ -Ahead of the reminiscence-
- 2016年7月29日 - 罪恋×2/3
- 2016年8月26日 - Triangle Love -アプリコットフィズ-
- 2016年9月30日 - アキウソ -The only neat thing to do-
- 2016年10月28日 - Deep Love Diary -恋人日記-
- 2017年1月27日 - 不運と幸運と恋占いのタロット
- 2017年4月28日 - 初恋＊シンドローム
- 2017年7月28日 - フユウソ -Snow World End-
- 2017年10月27日 - 忘却執事と恋するお嬢様の回想録
- 2018年2月23日 - フルウソ -Complete Four Seasons-
- 2018年5月25日 - 二人（キミ）と始める打算的なラブコメ
- 2018年9月28日 - その花が咲いたら、また僕は君に出逢う
- 2019年4月26日 - 恋音 セ・ピアーチェ
- 2019年8月30日 - アマアネ -My Sweet Sister-

## 主なスタッフ

### 原画
- AKINOKO.
- Gユウスケ
- 泉まひる（外注）
- 夕薙（外注）

### シナリオ
- 正田崇
- 中島聖
- 高濱亮
- 早狩武志（外注）

### 音楽
- 与猶啓至（外注）

### 過去に所属していたメンバー
- 泉まひる（原画・2008年6月に退職→外注として引き続き制作に参加）
- くすくす（原画・現在はぱれっと所属）
- NYAON（シナリオ・現在はぱれっと所属）